# Шипуново (Российский сельсовет)
Шипуново — село в Шипуновском районе Алтайского края России. Административный центр Российского сельсовета.

## История
Основано в 1776 году. По данным 1926 года в селе имелось 512 хозяйств, в основном — русские. Действовала школа I ступени, кустарно-промышленная артель кожевников, народный дом, больница, аптека, амбулатория. В административном отношении являлось центром Шипуновского сельсовета Шипуновского района Рубцовского округа Сибирского края.

## Население
| 1926  | 1997  | 1998  | 1999  | 2000  | 2001  | 2002  |
| ----- | ----- | ----- | ----- | ----- | ----- | ----- |
| 2664  | ↘1188 | ↘1183 | ↗1189 | ↘1186 | ↘1169 | ↘1159 |
| 2003  | 2004  | 2005  | 2006  | 2007  | 2008  | 2009  |
| ↘1125 | ↘1119 | ↘1097 | ↘1030 | ↗1071 | ↘1046 | ↘1038 |
| 2010  | 2011  | 2012  | 2013  |       |       |       |
| ↘1025 | ↘1023 | ↘908  | ↘766  |       |       |       |

### Национальный состав
Согласно результатам переписи 2002 года, в национальной структуре населения русские составляли 94 %.

## Улицы
| - ул. Алтайская, - ул. Зелёная, - ул. Луговая, - ул. Набережная, - ул. Советская, | - ул. Степная, - ул. Урицкого, - ул. Фермерская, - ул. Школьная, - ул. Южная. |